# ARC資源
ARC資源有限責任公司（英語：ARC Resources Ltd.）是一家位於加拿大亞伯達省卡爾加里的油氣公司，是加拿大同行業中最強者之一。2012年9月30日預計資產達到80億加拿大元。自1996年成立至2010年12月31日一直是特權信託公司。

## 外部連結
- Official web site（页面存档备份，存于）
- SEDAR company profile（页面存档备份，存于）